# فن بوترازات
فن بوترازات (انگلیسی: Fenbutrazate) که نوعی داروی محرک روانی است که با نام های تجاری کافیلون, فیلون و ساباسید به عنوان یک داروی سرکوب کننده اشتها کاربرد دارد.